# Joe Morris
Joseph Ronald Morris est un homme politique du Parti travailliste britannique qui siège au Parlement pour Hexham depuis 2024.
Il est le premier député travailliste de Hexham, mettant fin à une séquence de 100 ans de députés conservateurs.
Il a précédemment travaillé comme assistant parlementaire pour les députés travaillistes Kate Hollern, Rupa Huq et Bill Esterson. Il a également travaillé pour Make UK et comme directeur associé chez Hanbury Strategy, une agence de relations publiques et de communication.